# Tassonomia del grano

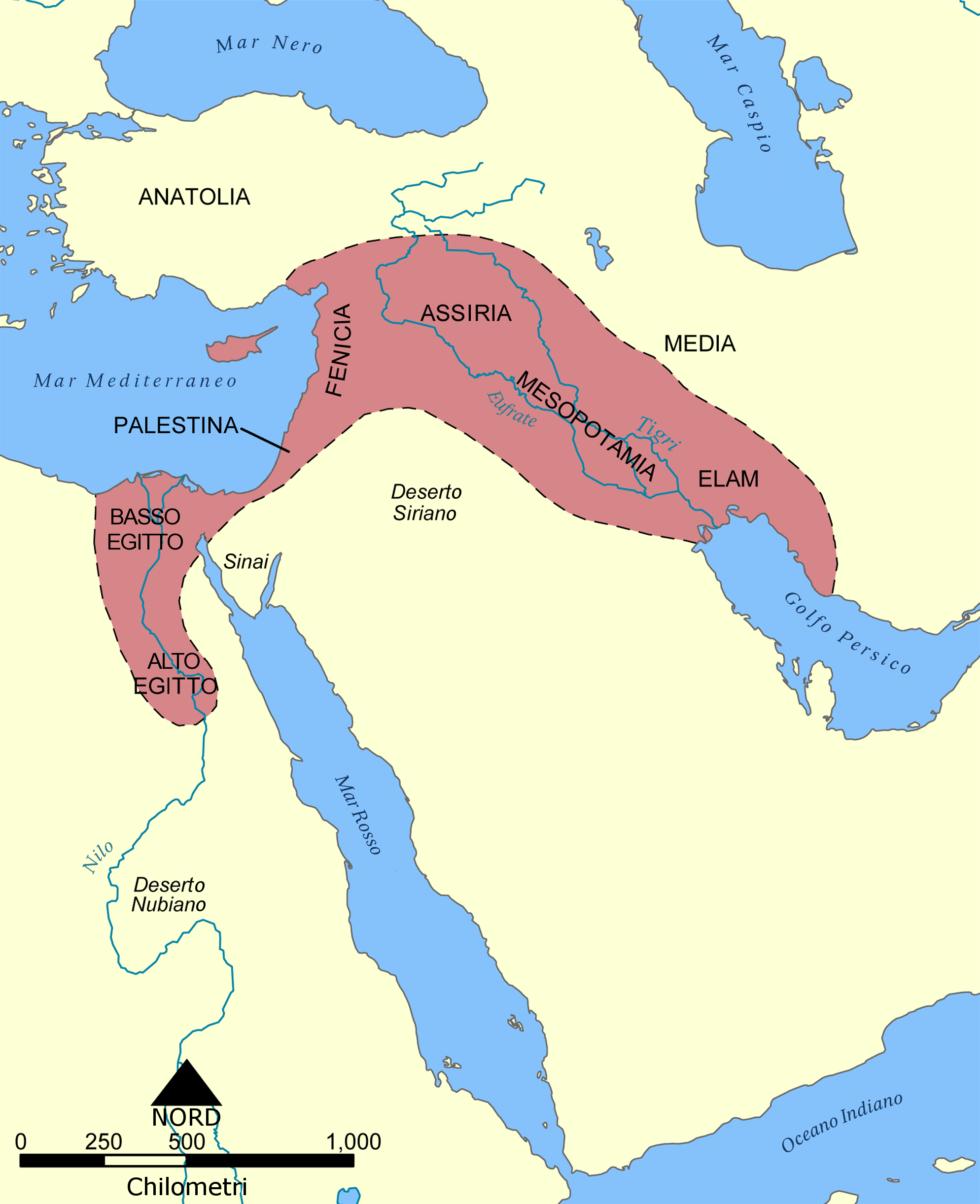
Mappa della mezzaluna fertile, espressione coniata negli anni venti del Novecento dall'archeologo James Henry Breasted

La tassonomia del grano o frumento (dal greco: τάξις, tàxis, ordinamento e νόμος, nòmos, norma o regola) è la disciplina che si occupa della classificazione gerarchica del genere della famiglia graminacee, cereale di antica coltura, la cui area d'origine è localizzata tra mar Mediterraneo, Mar Nero e mar Caspio.

## Storia
(James Henry Breasted in Ancient Times - A History of the Early World)

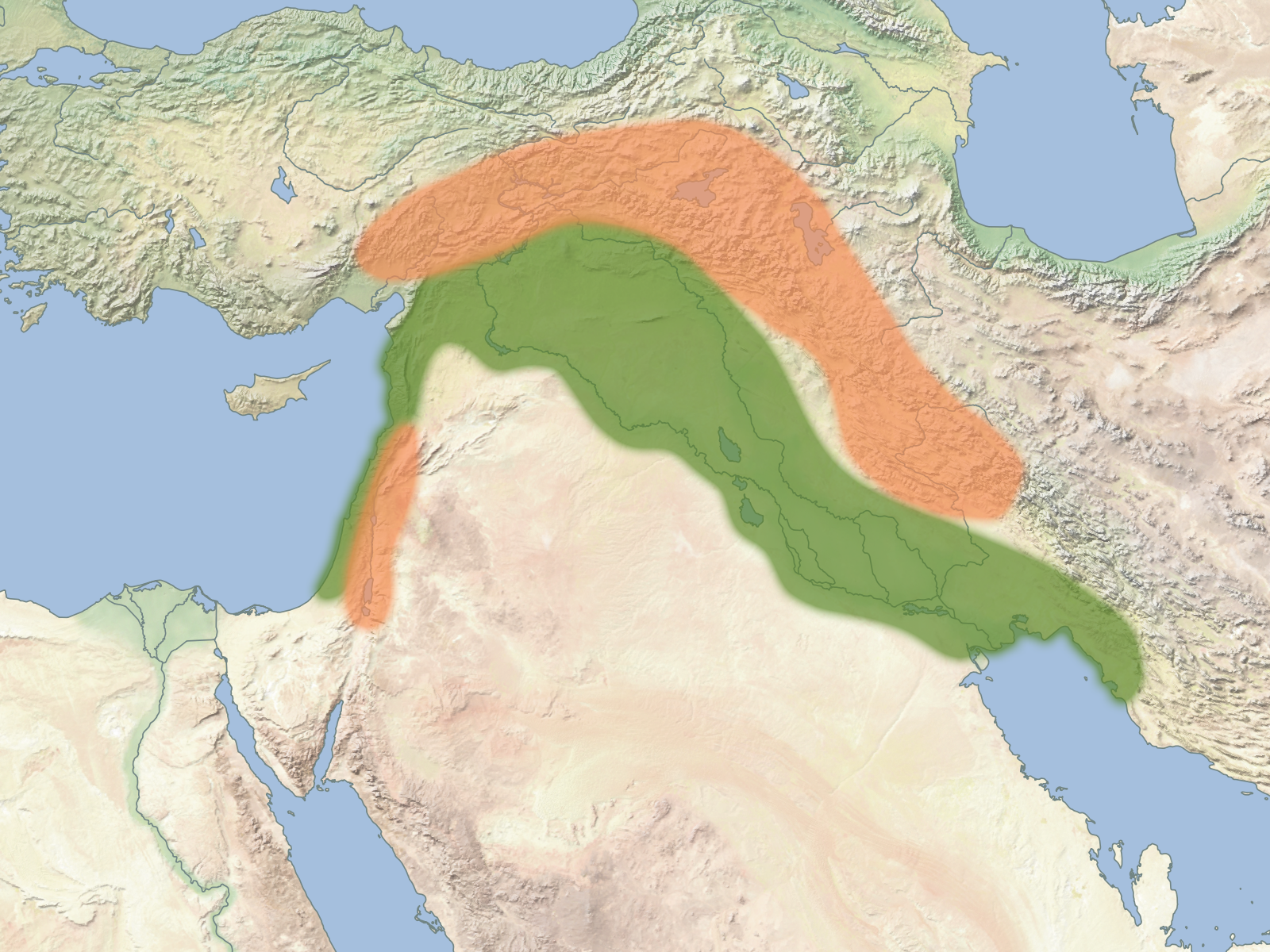
Territori della mezzaluna fertile (in verde) e fianchi collinari (in arancione)

Mappa del Mondo mostrante approssimativamente i centri di origine dell'agricoltura e la sua diffusione nella preistoria: Stati Uniti orientali (4000-3000 a.C.), Messico centrale (5000-4000 a.C.), Ande centrosettentrionali (5000-4000 a.C.), Africa Sub-sahariana (5000-4000 a.C., non noto il luogo esatto), la Mezzaluna fertile (11000 a.C.), i bacini dello Yangtze e del Fiume Giallo (9000 a.C.) e gli altipiani della Nuova Guinea (9000-6000 a.C.). Non è mostrato un proposto centro di origine in Amazzonia (Lathrap 1977)

Nel corso di 10 000 anni di coltivazione, numerose forme di grano, molte delle quali ibride, si sono sviluppate sotto una combinazione di selezione artificiale e naturale. 
Questa diversità ha portato a molta confusione nella denominazione dei grani. Le caratteristiche genetiche e morfologiche del grano ne influenzano la classificazione; molti nomi comuni e botanici del grano sono di uso corrente.
Questo lungo periodo temporale è chiamato rivoluzione neolitica e diverse teorie, più o meno note, hanno tentato di illustrare i modi e i luoghi di origine dell'agricoltura e dell'addomesticamento del grano come esempio di transizione all'agricoltura.
L'importanza della Mezzaluna Fertile è associata soprattutto al Mesolitico e alla nascita dell'agricoltura. La zona occidentale attorno al Giordano e all'alto Eufrate diede le origini ai più antichi insediamenti neolitici noti.
Diversi fattori fecero di questa regione il teatro ideale della rivoluzione agricola. Il clima della regione era di tipo mediterraneo, con estati lunghe e secche e inverni miti e umidi; tale clima favorisce lo sviluppo di piante annuali con grossi semi e fusto non legnoso come le diverse specie di cereali e anche di legumi selvatici.

## Egilops e Triticum

### Somiglianze e differenze
Il genere Triticum comprende le specie selvatiche e domestiche solitamente considerate grano.
Negli anni '50 la crescente consapevolezza della somiglianza genetica dell'erba capra selvatica (Aegilops) portò i botanici come Bowden ad amalgamare Aegilops e Triticum in un unico genere, il Triticum. 
Questo approccio è ancora seguito da alcuni (principalmente genetisti), ma non è stato ampiamente adottato dai tassonomi. 
Aegilops è morfologicamente molto distinto da Triticum, con glume arrotondate anziché carenate.

### Ibridazione e poliploidia

Origini del grano mediante ibridazione ripetuta e poliploidia (ad esempio "6N" significa 6 serie di cromosomi per cellula anziché i soliti 2). Sono mostrate solo alcune delle specie di grano coinvolte. Le specie di erba capra coinvolte non sono note con certezza

Aegilops è importante nell'evoluzione del grano èer il suo ruolo in due importanti eventi di ibridazione.
Il farro selvatico ( T. dicoccoides e T. araraticum ) è il risultato dell'ibridazione di un frumento selvatico, T. urartu, e di un'erba capra non ancora identificata, probabilmente strettamente imparentata con Ae. speltoidi. 
I frumenti esaploidi (es. T. aestivum il più comune e T. spelta) sono il risultato di un'ibridazione tra un frumento tetraploide domestico, probabilmente T. dicoccum o T. durum, e un'altra erba capra, Ae. tauschii o Ae. squarrosa. 
Il genoma esaploide è un alloesaploide composto da due copie ciascuna di tre sottogenomi, AABBDD.
Il genoma proviene da T. urartu (AA). 
Il genoma B è un discendente del genoma Genoma S di una specie non identificata correlata alla sezione Aegilops Sitopsis (SS). 
Questo evento di ibridazione naturale è avvenuto ~ 3-0,8 milioni di anni, producendo il tetraploide T. dicoccoides.
Col tempo questo tetraploide diede origine al T. turgidum, che diede origine al moderno durum.
Quindi ~0,4 milioni di anni il T. diccocoides incrociato naturalmente con Aegilops tauschii (DD), aggiungendo il D e producendo l'esaploide.

## Tassonomia antica
I botanici del periodo classico, come Columella negli erbari del XVI e XVII secolo, divisero i frumenti in due gruppi, Triticum corrispondente ai frumenti trebbiati liberamente, e Zea corrispondente ai frumenti decorticati (“farro”).
Carlo Linneo riconobbe cinque specie, tutte addomesticate:
- T. aestivum Grano primaverile barbuto
- T. hybernum Grano invernale imberbe
- T. turgidum Grano da rivetto
- T. spelta Farro
- T. monococcum Farro monococco

Classificazioni successive aumentarono il numero delle specie descritte, ma continuarono a dare lo status di specie a varianti relativamente minori, come le forme invernali e quelle primaverili. I grani selvatici non furono descritti fino alla metà del XIX secolo a causa del cattivo stato delle esplorazioni botaniche nel Vicino Oriente, dove crescono.
Lo sviluppo più significativo nella classificazione moderna dipese dalla scoperta, negli anni '20, che il grano era diviso in 3 livelli di ploidia.

## Identificatori nel grano

### Livello di ploidia

Aplide, diploide, triploide e tetraploide

Come per molte graminacee, la poliploidia è comune nel grano. 
Esistono due frumenti selvatici diploidi (non poliploidi), T. boeoticum e T. urartu. Il T. boeoticum è l'antenato selvatico del monococco domestico il T. monococcum. 
Le cellule dei frumenti diploidi contengono ciascuna 2 complementi di 7 cromosomi, uno della madre e uno del padre (2n=2x=14, dove 2n è il numero di cromosomi in ciascuna cellula somatica e x è il numero cromosomico di base).
I grani poliploidi sono tetraploidi (4 serie di cromosomi, 2n=4x=28), o esaploidi (6 serie di cromosomi, 2n=6x=42). 
I grani selvatici tetraploidi sono il farro selvatico, T. dicoccoides e T. araraticum. 
Il farro selvatico è l'antenato di tutti i grani tetraploidi domestici, con un'eccezione: T. araraticum è l'antenato selvatico di T. timopheevii.
Non esistono grani selvatici esaploidi, anche se talvolta si trovano forme selvatiche di grano tenero. I grani esaploidi si sono sviluppati grazie alla domesticazione. L'analisi genetica ha dimostrato che i grani esaploidi originali erano il risultato di un incrocio tra un grano domestico tetraploide, come T. dicoccum o T. durum, e un'erba capra selvatica, come Ae. tauschii.
La poliploidia è importante per la classificazione del grano per tre ragioni:
1. I grani all'interno di un livello di ploidia saranno più strettamente correlati tra loro.
2. Il livello di ploidia influenza alcune caratteristiche della pianta. Ad esempio, livelli più elevati di ploidia tendono ad essere collegati a dimensioni cellulari più grandi.
3. La poliploidia introduce nuovi genomi in una specie. Ad esempio, Aegilops tauschii ha introdotto il genoma D nei frumenti esaploidi, con una maggiore resistenza al freddo[16] e alcune caratteristiche morfologiche distintive.[17]

### Genoma

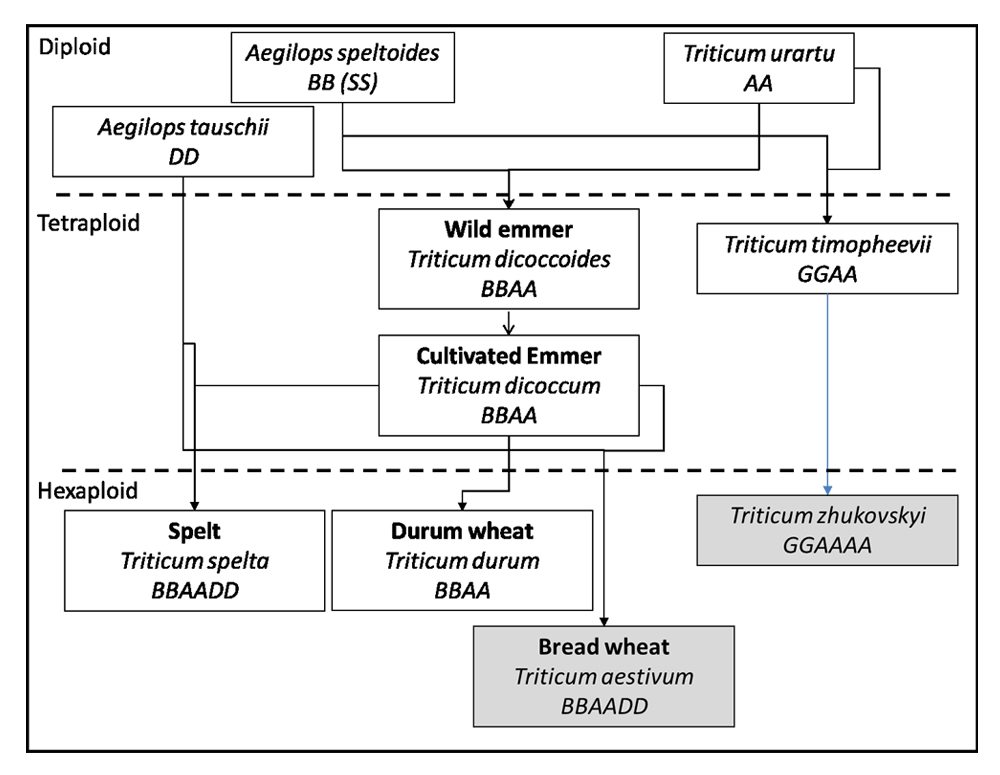
Relazione evolutiva del grano e dei suoi antenati.

Evoluzione del grano tenero

L'osservazione del comportamento dei cromosomi durante la meiosi e i risultati degli esperimenti di ibridazione hanno dimostrato che i genomi del grano possono essere raggruppati in tipi distinti. A ogni tipo è stato assegnato un nome, A, B e D. 
Le piante che condividono lo stesso genoma saranno più o meno interfertili e potrebbero essere trattate dai botanici come un'unica specie.
L'identificazione dei tipi di genoma è ovviamente uno strumento prezioso per studiare l'ibridazione. 
Ad esempio, se due piante diploidi si ibridano per formare una nuova forma poliploide (un allopoliploide), i due genomi originali saranno presenti nella nuova forma. Molte migliaia di anni dopo l'evento di ibridazione originale, l'identificazione dei componenti genomici consentirà l'identificazione della specie madre originaria.
In Triticum sono stati identificati cinque genomi, tutti originariamente trovati in specie diploidi:
Am, detto anche Ab – presente nel monococco selvatico (T. boeoticum).
A – presente in T. urartu (strettamente imparentato con T. boeoticum ma non interfertile).
B – presente nella maggior parte dei grani tetraploidi. Fonte non identificata, ma simile ad Ae. speltoides.
G – presente nel gruppo di grani timopheevii. Fonte non identificata, ma simile ad Ae. speltoidi.
D – presente in Ae. tauschii, e quindi in tutti i grani esaploidi.
Nell'approccio genetico alla tassonomia del grano (vedi sotto) si ritiene che la composizione del genoma definisca ciascuna specie. 
Poiché ci sono cinque combinazioni conosciute in Triticum, ciò si traduce in cinque super specie:
- Am T. monococcum
- Au T. urartu
- BAu T. turgidum
- GAm T. timopheevii
- BAuD, T. aestivum

### Domesticazione
Esistono quattro specie selvatiche, tutte che crescono in habitat rocciosi nella fertile mezzaluna del Vicino Oriente. 
Tutte le altre specie sono addomesticate.
Sebbene relativamente pochi geni controllino la domesticazione e le forme selvatiche e domestiche siano interfertili, il grano selvatico e quello domestico occupano habitat completamente separati. La classificazione tradizionale attribuisce più peso allo status addomesticato.

### Decorticato vs. trebbiatura libera

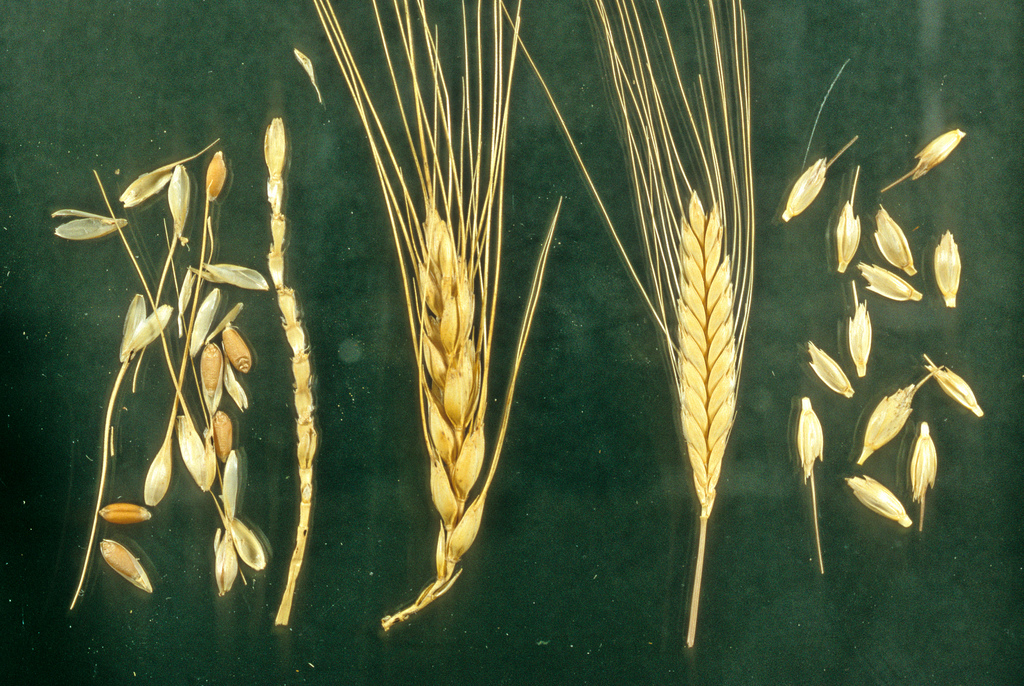
Grano decorticato e farro monococco. Nota come l'orecchio del monococco si scompone in spighette intatte.

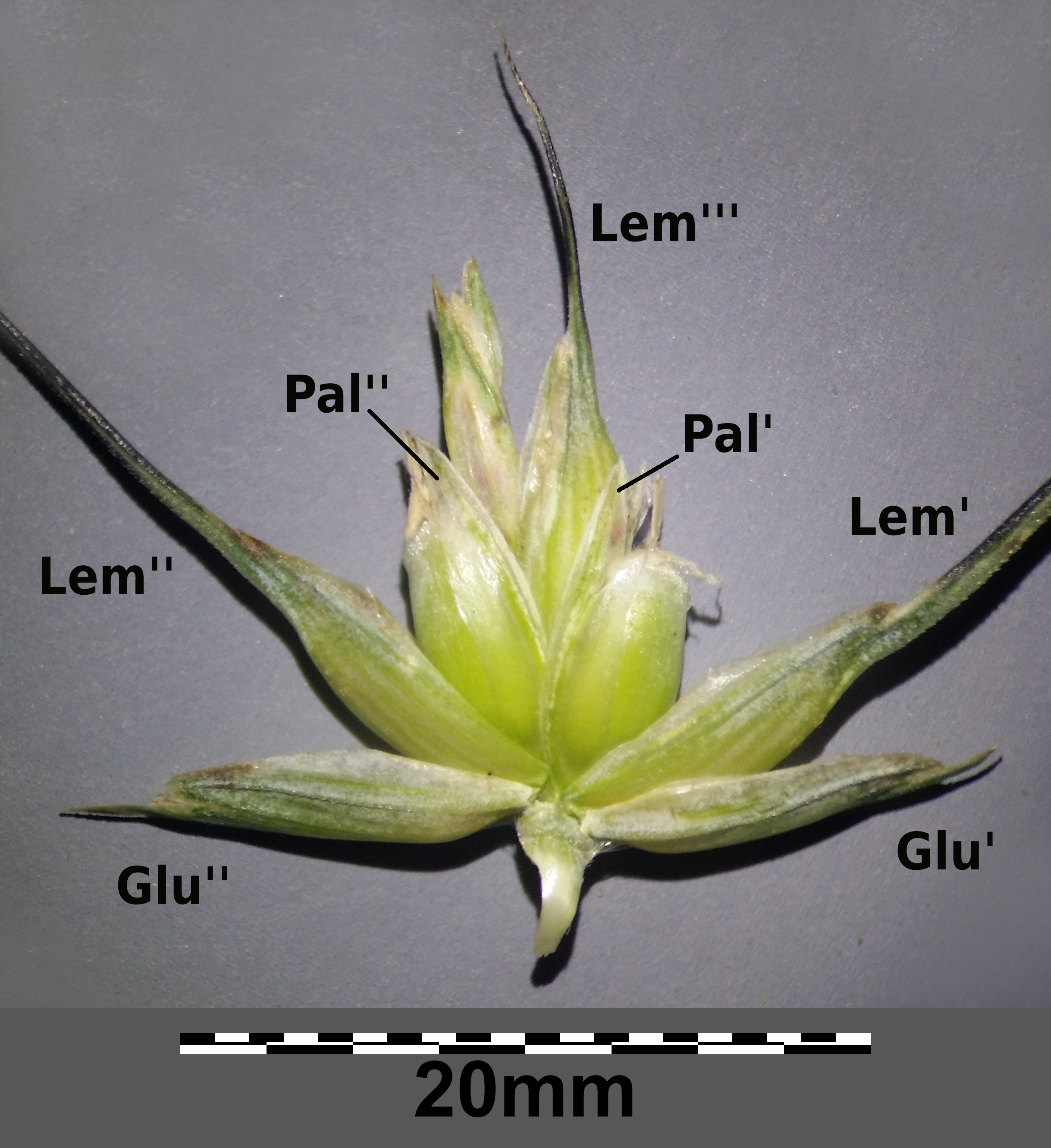
Morfologia di una Spighetta con: Glu = Gluma, Lem = Lemma e Pal = Palea

Tutti i grani selvatici sono decorticati: hanno glume (bucce) resistenti che racchiudono strettamente i chicchi. Ogni pacchetto di glume, lemma, palaea e grani è noto come spighetta. Alla maturità il rachide (gambo centrale della spiga del cereale) si disarticola, permettendo alle spighette di disperdersi.
I primi grani addomesticati, il farro monococco e il farro, erano decorticati come i loro antenati selvatici, ma con rachidi che (sebbene non del tutto duri) non si disarticolavano a maturità. Durante il Neolitico B pre-ceramico, intorno all'8000 a.C., si svilupparono forme di grano a trebbiatura libera, con glume leggere e rachide completamente duro.
Lo stato mondato o trebbiato è importante nella classificazione tradizionale perché le diverse forme vengono solitamente coltivate separatamente e subiscono una lavorazione post-raccolta molto diversa. Il grano mondato necessita di una notevole macinazione o macinazione extra per rimuovere le glume dure.

### Morfologia
Oltre allo stato decorticato/trebbiatura libera, altri criteri morfologici, ad es. il lassismo delle spighe o l'alatura delle glume sono importanti per definire le forme del grano. Alcuni di questi sono trattati nei resoconti delle singole specie collegati da questa pagina, ma è necessario consultare le Flora per descrizioni complete e chiavi di identificazione.

## Classificazione infraspecifica

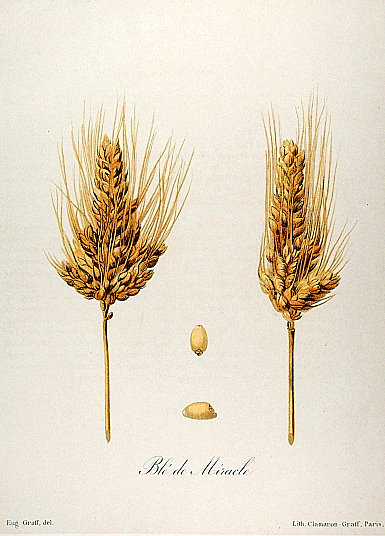
Miracle wheat (Triticum turgidum var. mirabile)

Nel XIX secolo furono sviluppati elaborati schemi di classificazione in cui le spighe di grano venivano classificate in varietà botaniche sulla base di criteri morfologici come la pelosità delle glume e il colore o il colore dei grani. Questi nomi di varietà sono ora in gran parte abbandonati, ma sono ancora talvolta usati per tipi distintivi di grano come il grano miracoloso, una forma di T. turgidum con spighe ramificate, noto come T. t. L. var. mirabile Körn.
Il termine "cultivar" (abbreviato in cv.) viene spesso confuso con "specie" o "addomesticato". In botanica, infatti, ha un significato preciso: è il termine per una popolazione distinta di una coltura, solitamente commerciale e derivante da una deliberata selezione vegetale. I nomi delle cultivar sono sempre in maiuscolo, spesso posti tra apostrofi e non in corsivo. Un esempio di nome di cultivar è T. aestivum cv. "Pioniere 2163". Una cultivar viene spesso definita dagli agricoltori una varietà, ma è meglio evitarlo nella stampa, a causa del rischio di confusione con le varietà botaniche. Il termine "specie autoctona" viene applicato alle popolazioni informali di piante coltivate mantenute dagli agricoltori.

## Denominazione
È una buona generale che più schemi tassonomici non dovrebbero essere usati in un contesto. In un dato articolo, libro o pagina web, dovrebbe essere utilizzato un solo schema alla volta.
Le classificazioni fornite nella tabella seguente sono tra quelle più adatte all'uso comune. 
Se si preferisce una classificazione genetica, la classificazione GRIN è completa,essa è basata sul lavoro di van Slageren,con in più il riconoscimento di alcuni taxa aggiuntivi. Se si privilegia la classificazione tradizionale, il lavoro di Dorofeev è uno schema completo che si adatta bene ad altri trattamenti meno completi.

## Tavola delle specie di grano
|                                                         |          | Tassonomia del grano: due schemi                                          |                                                            |
| Nome comune                                             | Genoma/i | Genetica ()                                                               | Traditionale (Dorofeev et al. 1979)                        |
| Diploide (2x), selvatico, decorticato                   |          |                                                                           |                                                            |
| Monococco selvatico                                     | Am       | Triticum monococcum L. subsp. aegilopoides (Link) Thell.                  | Triticum boeoticum Boiss.                                  |
|                                                         | Au       | Triticum urartu Tumanian ex Gandilyan                                     | Triticum urartu Tumanian ex Gandilyan                      |
| Diploide (2x), addomesticato, decorticato               |          |                                                                           |                                                            |
| Monococco                                               | Am       | Triticum monococcum L. subsp. monococcum                                  | Triticum monococcum L.                                     |
| Tetraploide (4x), selvatico, decorticato                |          |                                                                           |                                                            |
| Farro selvatico                                         | BAu      | Triticum turgidum L. subsp. dicoccoides (Korn. ex Asch. & Graebn.) Thell. | Triticum dicoccoides (Körn. ex Asch. & Graebner) Schweinf. |
| Tetraploide (4x), addomesticato, decorticato            |          |                                                                           |                                                            |
| Farro                                                   | BAu      | Triticum turgidum L. subsp. dicoccum (Schrank ex Schübl.) Thell.          | Triticum dicoccum Schrank ex Schübler                      |
|                                                         | BAu      | Triticum ispahanicum Heslot                                               | Triticum ispahanicum Heslot                                |
|                                                         | BAu      | Triticum turgidum L. subsp. paleocolchicum Á. & D. Löve                   | Triticum karamyschevii Nevski                              |
| Tetraploide (4x), addomesticato, liberamente trebiabile |          |                                                                           |                                                            |
| Grano duro o (maccheroni/pasta)                         | BAu      | Triticum turgidum L. subsp. durum (Desf.) Husn.                           | Triticum durum Desf.                                       |
| Rivetto, cono o grano inglese                           | BAu      | Triticum turgidum L. subsp. turgidum                                      | Triticum turgidum L.                                       |
| Grano Polacco                                           | BAu      | Triticum turgidum L. subsp. polonicum (L.) Thell.                         | Triticum polonicum L.                                      |
| Grano Khorasan                                          | BAu      | Triticum turgidum L. subsp. turanicum (Jakubz.) Á. & D. Löve              | Triticum turanicum Jakubz.                                 |
| Grano Persiano                                          | BAu      | Triticum turgidum L. subsp. carthlicum (Nevski) Á. & D. Löve              | Triticum carthlicum Nevski in Kom.                         |
| Tetraploide (4x) – gruppo timopheevi                    |          |                                                                           |                                                            |
| Selvaggio, decorticato                                  |          |                                                                           |                                                            |
|                                                         | GAm      | Triticum timopheevii (Zhuk.) Zhuk. subsp. armeniacum (Jakubz.) Slageren   | Triticum araraticum Jakubz.                                |
| Addomesticato, decorticato                              |          |                                                                           |                                                            |
|                                                         | GAm      | Triticum timopheevii (Zhuk.) Zhuk. subsp. timopheevii                     | Triticum timopheevii (Zhuk.) Zhuk.                         |
| Esaaploide (6x), addomesticato, decorticato             |          |                                                                           |                                                            |
| Grano spelta                                            | BAuD     | Triticum aestivum L. subsp. spelta (L.) Thell.                            | Triticum spelta L.                                         |
|                                                         | BAuD     | Triticum aestivum L. subsp. macha (Dekapr. & A. M. Menabde) Mackey        | Triticum macha Dekapr. & Menabde                           |
|                                                         | BAuD     | Triticum vavilovii Jakubz.                                                | Triticum vavilovii (Tumanian) Jakubz.                      |
| Esaploide (6x), addomesticato, liberamente trebbile     |          |                                                                           |                                                            |
| Grano tenero o comune                                   | BAuD     | Triticum aestivum L. subsp. aestivum                                      | Triticum aestivum L.                                       |
| Grano club                                              | BAuD     | Triticum aestivum L. subsp. compactum (Host) Mackey                       | Triticum compactum Host                                    |
| Grano nano indiano o grano sparato                      | BAuD     | Triticum aestivum L. subsp. sphaerococcum (Percival) Mackey               | Triticum sphaerococcum Percival                            |

Note: Se il nome comune è vuoto indica che nessun nome comune è in uso nella lingua inglese.